# Municipio de Tioga (Dakota del Norte)
El municipio de Tioga (en inglés: Tioga Township) es un municipio ubicado en el condado de Williams en el estado estadounidense de Dakota del Norte. En el año 2010 tenía una población de 104 habitantes y una densidad poblacional de 1,16 personas por km².

## Geografía
El municipio de Tioga se encuentra ubicado en las coordenadas 48°25′24″N 102°57′43″O / 48.42333, -102.96194. Según la Oficina del Censo de los Estados Unidos, el municipio tiene una superficie total de 89.58 km², de la cual 89,19 km² corresponden a tierra firme y (0,44 %) 0,39 km² es agua.

## Demografía
Según el censo de 2010, había 104 personas residiendo en el municipio de Tioga. La densidad de población era de 1,16 hab./km². De los 104 habitantes, el municipio de Tioga estaba compuesto por el 96,15 % blancos, el 0,96 % eran amerindios y el 2,88 % eran de una mezcla de razas. Del total de la población el 2,88 % eran hispanos o latinos de cualquier raza.